# Marcel Roubault
Marcel Édouard Roubault, né le 11 mai 1905 à Angoulême et mort le 18 avril 1974 à Fréjus, est un géologue français, fondateur de l'École nationale supérieure de géologie de Nancy et premier responsable de la prospection et de l'extraction de l'uranium français.

## Carrière
Étudiant à la Sorbonne, il passe l'agrégation de sciences naturelles en 1929, et entre à l'École normale supérieure en 1925, où il fait la connaissance du géologue Léon Bertrand qui devient son patron de recherches. Sous son impulsion, il s'oriente vers les recherches sur les roches cristallines, ainsi que sur les applications de la géologie (recherche de métaux et construction de barrages).
En 1938, il devient professeur de géologie à Nancy, et directeur de l'Institut de géologie appliquée, en remplacement de Paul Fallot nommé professeur au Collège de France. L'Institut interrompt ses activités pendant un an lorsque Roubault est mobilisé pendant la Seconde Guerre mondiale et ensuite nommé un court moment à l'Université de Toulouse. Roubault revient en février 1942. Il fait transformer l'Institut en l'École Supérieure de Géologie Appliquée et de Prospection Minière par décret de décembre 1944, et c'est ainsi que Marcel Roubault devient le premier directeur de l'École nationale supérieure de géologie.
Après la naissance du Commissariat à l'énergie atomique en 1945, la nécessité de trouver et d'extraire l'Uranium entraîne la création du Département des Recherches et Exploitations Minières (DREM), dont Marcel Roubault fut le premier directeur tout en restant directeur de l'ENSG. Beaucoup d'étudiants de l'ENSG furent ainsi embauchés par le CEA. Sous sa direction, la DREM croît à un effectif de plus de 600 personnes et fait des découvertes importantes, comme le site uranifère des Bois Noirs. En 1952, Marcel Roubault est nommé président du Comité des mines du CEA, et Jacques Mabile lui succède au poste de directeur du DREM.
Grâce à l'influence de Marcel Roubault, l'ENSG obtient de nouveaux moyens, la création de nouveaux laboratoires notamment en mécanique des sols, et la construction de nouveaux bâtiments. Roubault devient doyen de la Faculté des sciences de Nancy, et l'ENSG est actuellement implantée rue du Doyen Marcel Roubault à Vandœuvre.
En 1968 il est élu membre de l'Académie des sciences.